# Spezia Calcio 2018-2019
Questa voce raccoglie le informazioni riguardanti lo Spezia Calcio nelle competizioni ufficiali della stagione 2018-2019.

## Stagione
Nella stagione 2018-2019 lo Spezia disputa il campionato di Serie B, con 51 punti ottiene il settimo posto, con diritto di disputare i Play-off. Nel turno preliminare incrocia il Cittadella che si impone (1-2) al Picco. Gli aquilotti allenati da Pasquale Marino disputano un torneo regolare, con 26 punti raccolti nel girone di andata e 25 nel girone di ritorno, col neo di non aver colto l'attimo nel momento decisivo. Il nigeriano David Okereke con 10 centri è stato il miglior marcatore di stagione. Nella Coppa Italia Tim Cup lo Spezia nel secondo turno elimina (2-1) la Sambenedettese, poi nel terzo turno si fa sorprendere dalla Spal che sbanca (0-1) il Picco.

## Divise e sponsor
Lo sponsor tecnico per la stagione 2018-2019 è Acerbis mentre lo sponsor ufficiale è Carispezia. Due nuovi sponsor istituzionali unici per tutta la Serie B: Unibet come Top Sponsor posteriore e "Facile ristrutturare" sulla manica sinistra come patch.
| Casa | Trasferta | Terza divisa |  |

## Rosa
Rosa tratta dal sito ufficiale dello Spezia
Aggiornata al 13 settembre 2018.
| N. |                     | Ruolo | Calciatore             |
| -- | ------------------- | ----- | ---------------------- |
| 1  | Italia (bandiera)   | P     | Eugenio Lamanna        |
| 3  | Italia (bandiera)   | D     | Tommaso Augello        |
| 4  | Italia (bandiera)   | D     | Roberto Crivello       |
| 5  | Italia (bandiera)   | D     | Nicolas Giani          |
| 6  | Italia (bandiera)   | C     | Luca Mora              |
| 7  | Italia (bandiera)   | A     | Nicholas Pierini       |
| 8  | Italia (bandiera)   | C     | Matteo Ricci           |
| 9  | Bulgaria (bandiera) | A     | Andrey Galabinov       |
| 10 | Italia (bandiera)   | A     | Giuseppe Mastinu       |
| 11 | Ghana (bandiera)    | A     | Emmanuel Gyasi         |
| 12 | Canada (bandiera)   | P     | Axel Desjardins        |
| 13 | Italia (bandiera)   | D     | Elio Capradossi        |
| 14 | Italia (bandiera)   | A     | Gregorio Morachioli    |
| 15 | Italia (bandiera)   | C     | Marco Crimi            |
| 16 | Italia (bandiera)   | C     | Paolo Bartolomei       |
| 17 | Islanda (bandiera)  | A     | Sveinn Aron Guðjohnsen |

| N. |                        | Ruolo | Calciatore               |
| -- | ---------------------- | ----- | ------------------------ |
| 18 | Italia (bandiera)      | C     | Alberto De Francesco     |
| 19 | Italia (bandiera)      | D     | Claudio Terzi (capitano) |
| 20 | Italia (bandiera)      | C     | Simone Bastoni           |
| 21 | Nigeria (bandiera)     | A     | David Okereke            |
| 22 | Italia (bandiera)      | P     | Nicolò Manfredini        |
| 23 | Italia (bandiera)      | D     | Filippo De Col           |
| 24 | Italia (bandiera)      | C     | Luca Vignali             |
| 25 | Italia (bandiera)      | C     | Giulio Maggiore          |
| 26 | Marocco (bandiera)     | A     | Soufiane Bidaoui         |
| 27 | Italia (bandiera)      | C     | Matteo Figoli            |
| 28 | Croazia (bandiera)     | D     | Martin Erlić             |
| 30 | Italia (bandiera)      | P     | Davide Bassi             |
| 33 | Italia (bandiera)      | P     | Simone Barone            |
| 42 | Algeria (bandiera)     | C     | Najib Ammari             |
|    | Italia (bandiera)      | C     | Gennaro Acampora         |
|    | Paesi Bassi (bandiera) | A     | Alessio Da Cruz          |

## Risultati

### Serie B
Dati spettatori tratti dal sito Stadiapostcards

#### Girone di andata
| Arbitro: | Pillitteri (Palermo) |

|                   |           |  |
| Bentivoglio 45+3’ | Marcatori |  |

| Arbitro: | Massimi (Firenze) |

|                           |           |                               |
| Pierini 6’, 17’ Gyasi 74’ | Marcatori | 1’ A. Donnarumma 20’ Morosini |

| Arbitro: | Giua (Olbia) |

|                                       |           |  |
| Terranova 16’ (rig.) A. Brighenti 21’ | Marcatori |  |

| Arbitro: | Maggioni (Lecco) |

|           |           |  |
| Crimi 48’ | Marcatori |  |

| Arbitro: | Marini (Roma) |

|                        |           |             |
| Matos 42’ Zaccagni 78’ | Marcatori | 39’ Bidaoui |

| Arbitro: | Serra (Torino) |

|                            |           |            |
| Gălăbinov 57’ Maggiore 85’ | Marcatori | 40’ Mokulu |

| Arbitro: | Fourneau (Roma) |

|                |           |                                     |
| Giannetti 19'’ | Marcatori | 5’ Crimi 11’ Okereke 25’ Bartolomei |

| Arbitro: | Minelli (Varese) |

|               |           |                                |
| Gălăbinov 37’ | Marcatori | 9’ Mancuso 35’, 56’ Monachello |

| Padova 27 ottobre 2018, ore 15:00 CEST 9ª giornata | Padova            | 0 – 0 | Spezia | Stadio Euganeo (6502 spett.)\| Arbitro: \| Piscopo (Imperia) \| |
| Arbitro:                                           | Piscopo (Imperia) |       |        |                                                                 |

| Arbitro: | Di Martino (Teramo) |

|                               |           |              |
| Okereke 11’, 58’ M. Ricci 24’ | Marcatori | 43’ F. Ricci |

| 4 novembre 2018 11ª giornata |  | – Turno di riposo Spezia |  |  |

| Arbitro: | Dionisi (L'Aquila) |

|             |           |  |
| Bocalon 15’ | Marcatori |  |

| La Spezia 25 novembre 2018, ore 15:00 CEST 13ª giornata | Spezia           | 0 – 0 | Foggia | Stadio Alberto Picco (6332 spett.)\| Arbitro: \| Maggioni (Lecco) \| |
| Arbitro:                                                | Maggioni (Lecco) |       |        |                                                                      |

| Arbitro: | Illuzzi (Bari) |

|                                     |           |             |
| Ardemagni 1’ Cavion 46’ Padella 93’ | Marcatori | 56’ Okereke |

| Arbitro: | Pezzuto (Lecce) |

|                                                           |           |  |
| Augello 1’ Bartolomei 48’ Okereke 52’ M. Ricci 62’ (rig.) | Marcatori |  |

| Arbitro: | Aureliano (Bologna) |

|          |           |           |
| Vido 18’ | Marcatori | 68’ Gyasi |

| Arbitro: | Ros (Pordenone) |

|                |           |              |
| Capradossi 35’ | Marcatori | 25’ Falletti |

| Arbitro: | Marini (Roma) |

|  |           |                                      |
|  | Marcatori | 12’ A. De Francesco 78’, 89’ Pierini |

| Arbitro: | Ghersini (Genova) |

|                     |           |             |
| M. Ricci 13’ (rig.) | Marcatori | 68’ Scavone |

#### Girone di ritorno
| Arbitro: | Volpi (Arezzo) |

|             |           |             |
| Da Cruz 64’ | Marcatori | 60’ Domizzi |

| Arbitro: | Di Paolo (Avezzano) |

|                                                 |           |                                             |
| Tonali 24’ A. Donnarumma 45+2’, 55’, 77’ (rig.) | Marcatori | 1’ Mora 40’, 48’ Bidaoui 64’ (rig.) Okereke |

| Arbitro: | Dionisi (L'Aquila) |

|                     |           |  |
| Bartolomei 21’, 53’ | Marcatori |  |

| Arbitro: | Pillitteri (Palermo) |

|  |           |               |
|  | Marcatori | 76’ Gălăbinov |

| Arbitro: | Pezzuto (Lecce) |

|         |           |                            |
| Mora 4’ | Marcatori | 25’ Zaccagni 61’ Gustafson |

| Arbitro: | Aureliano (Bologna) |

|                                          |           |                       |
| Mustacchio 30’ Marsura 85’ Coulibaly 92’ | Marcatori | 49’ Gyasi 72’ Okereke |

| Arbitro: | Piccinini (Forlì) |

|                                   |           |  |
| Maggiore 21’ Pierini 74’ Mora 83’ | Marcatori |  |

| Arbitro: | Marinelli (Tivoli) |

|                        |           |  |
| Mancuso 19’ Crecco 59’ | Marcatori |  |

| Arbitro: | Prontera (Bologna) |

|  |           |                    |
|  | Marcatori | 16’, 56’ Bonazzoli |

| Arbitro: | Giua (Olbia) |

|                               |           |                                             |
| R. Insigne 34’ Armenteros 87’ | Marcatori | 32’ (rig.) M. Ricci 64’ Da Cruz 67’ Okereke |

| 23 marzo 2019 30ª giornata |  | – Turno di riposo Spezia |  |  |

| Arbitro: | Di Martino (Teramo) |

|                           |           |            |
| Mora 58’ Capradossi 90+5’ | Marcatori | 43’ Djuric |

| Arbitro: | Pillitteri (Palermo) |

|              |           |  |
| Iemmello 83’ | Marcatori |  |

| Arbitro: | Volpi (Arezzo) |

|                                       |           |                          |
| Gălăbinov 49’ (rig.), 80’ Okereke 57’ | Marcatori | 17’ Brosco 34’ Ardemagni |

| Arbitro: | Piscopo (Imperia) |

|             |           |  |
| Dermaku 55’ | Marcatori |  |

| Arbitro: | Marini (Roma) |

|             |           |                |
| Okereke 39’ | Marcatori | 84’ Melchiorri |

| Arbitro: | Rapuano (Rimini) |

|                      |           |                   |
| Jajalo 32’ Moreo 40’ | Marcatori | 30’, 44’ Maggiore |

| Arbitro: | Volpi (Arezzo) |

|                           |           |  |
| Gălăbinov 24’ Bidaoui 80’ | Marcatori |  |

| Arbitro: | Aureliano (Bologna) |

|                              |           |                |
| Petriccione 9’ La Mantia 27’ | Marcatori | 83’ Capradossi |

### Play-off
| Arbitro: | Fourneau (Roma) |

|              |           |                  |
| Maggiore 52’ | Marcatori | 22’, 66’ Moncini |

### Coppa Italia
| Arbitro: | Giua (Olbia) |

|                            |           |              |
| Pierini 66’ Bartolomei 82’ | Marcatori | 77’ Gelonese |

| Arbitro: | Ghersini (Genova) |

|  |           |             |
|  | Marcatori | 46’ Petagna |

## Statistiche

### Statistiche di squadra
- Statistiche aggiornate al 2 Dicembre 2017.

| Competizione | Punti                 | In casa | In casa | In casa | In casa | In casa | In casa | In trasferta | In trasferta | In trasferta | In trasferta | In trasferta | In trasferta | Totale | Totale | Totale | Totale | Totale | Totale | D.R. |
| Competizione | Punti                 | G       | V       | N       | P       | Gf      | Gs      | G            | V            | N            | P            | Gf           | Gs           | G      | V      | N      | P      | Gf     | Gs     | D.R. |
| ------------ | --------------------- | ------- | ------- | ------- | ------- | ------- | ------- | ------------ | ------------ | ------------ | ------------ | ------------ | ------------ | ------ | ------ | ------ | ------ | ------ | ------ | ---- |
| Serie B      | 52                    | 18      | 10      | 5       | 3       | 31      | 18      | 18           | 4            | 4            | 10           | 22           | 28           | 36     | 14     | 9      | 13     | 53     | 46     | +7   |
| Coppa Italia | 3º turno eliminatorio | 2       | 1       | 0       | 1       | 2       | 2       | 0            | 0            | 0            | 0            | 0            | 0            | 2      | 1      | 0      | 1      | 2      | 2      | 0    |
| Totale       | 51                    | 20      | 11      | 5       | 4       | 33      | 20      | 18           | 4            | 4            | 10           | 22           | 28           | 38     | 15     | 9      | 14     | 55     | 48     | +7   |

### Andamento in campionato
Dati aggiornati al 22 gennaio 2020.
| Giornata  | 1 | 2 | 3 | 4 | 5 | 6 | 7 | 8 | 9 | 10 | 11 | 12 | 13 | 14 | 15 | 16 | 17 | 18 | 19 | 20 | 21 | 22 | 23 | 24 | 25 | 26 | 27 | 28 | 29 | 30 | 31 | 32 | 33 | 34 | 35 | 36 |
| --------- | - | - | - | - | - | - | - | - | - | -- | -- | -- | -- | -- | -- | -- | -- | -- | -- | -- | -- | -- | -- | -- | -- | -- | -- | -- | -- | -- | -- | -- | -- | -- | -- | -- |
| Luogo     | C | T | C | C | T | C | T | C | T | C  | T  | C  | T  | C  | T  | C  | T  | C  | C  | T  | C  | T  | C  | T  | C  | T  | C  | T  | C  | T  | C  | T  | C  | T  | C  | T  |
| Risultato | P | V | P | V | P | V | V | P | N | V  | P  | N  | P  | V  | N  | N  | V  | N  | N  | N  | V  | V  | P  | P  | V  | P  | P  | V  | V  | P  | V  | P  | N  | N  | V  | P  |

Fonte:  Serie B ConTe.it – Classifiche, su legab.it. URL consultato il 13 febbraio 2019 (archiviato dall'url originale il 12 gennaio 2018).
Legenda:

Luogo: C = Casa; T = Trasferta. Risultato: V = Vittoria; N = Pareggio; P = Sconfitta.